# Pílula vermelha e pílula azul
A pílula vermelha e seu oposto, a pílula azul, são símbolos da cultura popular que representam a escolha entre abraçar a verdade às vezes dolorosa (vermelha) e a ignorância abençoada (azul).
Os termos, popularizados na cultura da ficção científica, vêm do filme Matrix (1999). Nele, o protagonista Neo pode escolher entre tomar um dos dois comprimidos. A pílula azul permitirá que você esqueça o que aconteceu e permaneça na realidade virtual da Matriz, enquanto a vermelha o libertará dela e o conduzirá ao mundo real.
Matrix é o filme mais filosófico já feito: cada passo de seu enredo acelerado pode ser conectado a algum problema filosófico. Se o mundo que conhecemos nada mais é do que um sonho virtual nosso, isso transforma a realidade em sonho? Se tivéssemos a possibilidade de sair daquele mundo real para voltar a outro mais sonhado mas menos agradável - tomar a pílula vermelha - seria uma falha moral não o fazer? Por que os seres humanos são mais valiosos do que [no futuro] mecanismos manuais inteligentes? A mente pode viver sem o corpo ou o corpo sem a mente?— William Irvin

## Contexto
Em The Matrix, Neo (Keanu Reeves) ouve rumores sobre "The Matrix " e um homem misterioso chamado Morpheus. Neo passa as noites acordado em frente ao computador tentando desvendar o mistério. Ele acaba sendo apresentado a Morpheus por outro hacker chamado Trinity . Depois de algumas explicações, Morpheus conta a verdade: Neo é apenas uma pequena parte da Matriz e um de seus "escravos". Então, ele coloca o seguinte dilema para Neo:

Esta é a sua última chance. Então você não será capaz de recuar. Se você tomar a pílula azul, fim da história: você vai acordar em sua cama e acreditar no que quiser. Se você pegar o vermelho, estará no país das maravilhas, e eu mostrarei a você até onde vai a toca do coelho. Lembre-se de que a única coisa que ofereço é a verdade, nada mais.
Conforme narrado, a pílula azul permitirá ao consumidor permanecer na realidade manufaturada da Matriz e a pílula vermelha funcionará como um "dispositivo de localização" para identificar seu corpo no mundo real e prepará-lo para "se desconectar" da Matriz. Cada pessoa tem apenas uma chance de escolha, sem qualquer possibilidade subsequente de arrependimento. Existem dois tipos de pessoas, a "pílula azul", aquela que escolheu a pílula azul ou ainda não escolheu, e a "pílula vermelha", aquela que ingeriu a pílula vermelha e foi liberada da Matriz.
Neo escolheu a pílula vermelha e vê a verdadeira natureza da Matrix: uma simulação detalhada da Terra em 1999, na qual os corpos dos habitantes humanos são armazenados em enormes usinas de energia, entregando-se à sua prisão mental, a fim de transformar sua temperatura e sua energia "bioelétrica" em potência para o consumo de máquinas.

### Precursor
O filme Total Recall (1990) mostra uma pílula vermelha sendo oferecida a Douglas Quaid (Arnold Schwarzenegger). Ele disse: "É um símbolo do seu desejo de retornar à realidade." Não usei nenhuma pílula azul no filme e a história foca na incerteza de Quaid estar sonhando ou vivendo no mundo real. No entanto, é oferecida a ele a pílula com a declaração de que está sonhando e que a pílula o trará de volta à realidade, junto com as palavras "dentro do seu sonho, você vai adormecer".

## Análise
Um ensaio escrito por Russell Blackford trata do assunto das pílulas vermelhas e azuis. Ele questiona se uma pessoa plenamente informados que tomam a pílula vermelha e opt para o mundo real, uma vez que ele não acredita que ele é um caso claro de escolher uma realidade física para um digital. Tanto quanto Neo e outro personagem, Cypher (Joe Pantoliano), quando a verdade foi revelada, eles se arrependeram da escolha. Cypher afirmou que, se Morpheus o tivesse informado totalmente da situação, ele teria dito para "enfiar a pílula vermelha em seu traseiro". Da mesma forma, ao trair os humanos Cypher com a promessa das máquinas de retornar à Matriz e esquecer tudo o que aconteceu, ele afirma que “a ignorância é uma bênção”. Blackford argumenta que a trilogia Matrix é estruturada de forma que, mesmo se Neo falhasse, valeria a pena tomar a pílula vermelha porque ele realmente viveria e morreria. Blackford e o escritor de ficção científica James Patrick Kelly opinam que Matrix traiu as máquinas e seu mundo simulado.
No livro The Art of the Start, Guy Kawasaki usa a pílula vermelha como uma analogia para os líderes de novas organizações, pois eles enfrentam a mesma escolha entre viver na realidade ou na fantasia. Ele também acrescenta que, se quiserem ter sucesso, precisam tomar a pílula vermelha e ver a profundidade da toca do coelho.
O autor de Matrix Warrior: Being the One , Jake Horsley , compara a pílula vermelha ao LSD em relação a uma cena em que Neo cria seu próprio mundo fora da Matrix. Quando ele pergunta a Morfeu se ele pode voltar, ele pergunta se ele quer. Horsley também descreve a pílula azul como viciante, chamando The Matrix uma série contínua de escolhas entre ingerir a pílula azul ou não. Ele acrescenta que os hábitos e rotinas dentro da Matriz são apenas o consumo permanente da pílula azul. Embora a pílula azul seja uma coisa comum, a pílula vermelha é única, algo que nem se pode encontrar.

## Na cultura popular

### Como metáfora política ou ideológica
O conceito de pílulas vermelhas e azuis tem sido amplamente utilizado como uma metáfora política nos Estados Unidos, especialmente entre a cultura de ódio online, onde "tomar a pílula vermelha" ou ser "red-pilled" significa tornar-se consciente de supostos preconceitos políticos inerentes à sociedade, incluindo na grande mídia , e supostamente, assim, tornar-se um pensador independente; enquanto "tomar a pílula azul" ou ser "blue-pilled" significa aceitar inquestionavelmente esses supostos preconceitos.
O primeiro uso político conhecido desta metáfora está no ensaio de 2006 "The Red Pill" da professora de sociologia da Universidade do Colorado, Kathleen J. Tierney, no qual ela argumentava que aqueles que sentiam que o governo dos EUA teve uma resposta fraca ao furacão Katrina deveriam "tomar a pílula vermelha" e perceber que "as políticas e planos pós-11 de setembro tornaram a nação mais vulnerável, tanto a desastres naturais como a futuros ataques terroristas".
A metáfora foi popularizada em um contexto diferente pelo blogueiro neo-reacionário Curtis Yarvin. Ele a usou pela primeira vez em uma postagem de blog de 2007 escrita sob o pseudônimo de Mencius Moldbug e intitulada "O caso contra a democracia: dez pílulas vermelhas"; nele ele argumenta que tentar convencer um ocidental de que a democracia é ruim é como tentar convencer "um católico na Espanha do século XVI... a parar de acreditar no catolicismo", mas ele então oferece dez argumentos de "pílula vermelha" (junto com suas contrapartes de "pílula azul") para fazer um caso contra a democracia.